# Baliarrain
Baliarrain és un municipi de Guipúscoa, al País Basc.
És un dels municipis més petits i menys poblats de Guipúscoa. El municipi limita al nord amb Legorreta, a l'oest amb Altzaga, al sud amb Gaintza i a l'est amb Orendain. El municipi ocupa el vessant est del mont Altzagamendi, als últims contraforts de la Serra d'Aralar feia el riu Oria. El municipi està en pendent i va des del seu punt més elevat; el cim Altzagamendi fins a la regata d'Ibiur. El poble més proper és Ikaztegieta a 3,5 km de distància per carretera. Poblacions com Orendain i Altzaga estan encara més prop però camp a través. A Baliarrain s'hi arriba després de sortir de la A-1 (autovia Madrid-Irun) a l'altura d'Ikaztegieta o Legorreta i recórrer uns quilòmetres a través de la GI-2131, la carretera que va paral·lela a aquesta autovia. A pocs quilòmetres d'Ikaztegieta es troba un desviament en la GI-2131 que a través d'una carretera local duu a Baliarrain.

## Economia i societat
Baliarrain és un dels típics nuclis rurals que abunden en les comarques de Tolosaldea i Goierri. L'evolució de la seva població al llarg del segle xx ha estat la següent. Va començar el segle amb 224 habitants. Al contrari que la majoria dels municipis rurals guipuscoans que van tenir un creixement de població en la primera meitat del segle, Baliarrain va assistir a una disminució moderada però contínua de la seva població amb l'excepció d'un lleuger repunt en la dècada de 1950. Això es va deure principalment a la seva situació aïllada i la falta de bones comunicacions amb les quals contava a principis del segle xx. En 1960 el municipi contava encara amb 180 habitants.
En les dècades posteriors s'accelerà el procés de despoblació i envelliment de la població, a causa de la crisi del caseriu com mitjà de vida. No obstant això des de fa uns 15 anys aproximadament la població s'ha estabilitzat entorn dels 100 habitants. (99 veïns en 1991 i 98 en 2004). Es tracta del segon municipi menys poblat de Guipúscoa, solament té més habitants que Orexa. El nucli urbà del municipi és un conjunt petit de cases entorn de l'església, que concentra una mica més d'un 40% de la població. La resta de la població viu aproximadament en una trentena de caserius dispersos en el municipi, tant vessant dalt del nucli urbà com vessant baix cap al fons de la vall del Ibiur. La gran majoria dels habitants que treballen dintre de la mateixa localitat ho fan en el sector primari. Els caserius posseïxen el seu corresponent terreny agrícola associat. No obstant això els treballadors agrícoles representen una part minoritària de la població activa. La resta de la població es desplaça a les localitats veïnes a treballar en els centres industrials i urbans. En el municipi no hi ha comerços ni centres industrials.
En les últimes eleccions autonòmiques celebrades a l'abril de 2005 la candidatura més votada va ser l'EHAK amb el 62,7% dels vots, seguit de la coalició nacionalista PNB-EA amb el 27,1%.

## Eleccions municipals 2007
Dos partits van presentar llista al municipi en les eleccions municipals de 2007; una candidatura independent cridada "Herritarrak" i Partit Popular. Aquests van ser els resultats: 
- Herritarrak : 53 vots.
- Partit Popular : 0 vots.

Això va donar com guanyador a l'actual alcalde del municipi, Martzelino Dorronsoro Galarraga, per part del partit independent "Herritarrak", deixant al Partit Popular sense l'ajuntament, ja que no va obtenir ni un sol vot en la localitat. Amb això, es pot dir que la candidatura Herritarrak va guanyar indiscutiblement, a causa del fet que el 100% dels vots van ser per a aquesta.

## Història
Baliarrain apareix esmentada per primera vegada a mitjan segle xiv en una escriptura de concòrdia per la qual s'aveïna juntament amb Orendain i Icazteguieta al veïnatge de Tolosa. Aquesta dependència es va perllongar fins a 1615, quan va comprar a la Corona el títol de vila, emancipant-se totalment de Tolosa. A partir d'aquest any va formar amb les veïnes poblacions d'Amezketa, Altzo i Abaltzisketa la Unió d'Amezketa, per a pagar de manera conjunta un representant en les Juntes Generals de Guipúscoa. Amb la reforma municipal del segle xix, Baliarrain es va transformar en municipi. A causa de la seva mida, el municipi passava greus problemes financers i per això en 1967 es va fusionar amb els veïns municipis d'Ikaztegieta i Orendain para formar el municipi d'Iruerrieta. En 1991 Iruerrieta es va dissoldre i Baliarrain va recuperar la seva autonomia municipal.